# Gårdsjön (Aneboda socken, Småland)
Gårdsjön är en sjö i Växjö kommun i Småland och ingår i Lagans huvudavrinningsområde. Sjön är 3 meter djup, har en yta på 0,134 kvadratkilometer och är belägen 213,1 meter över havet.

## Delavrinningsområde
Gårdsjön ingår i det delavrinningsområde (633912-143067) som SMHI kallar för Utloppet av Lången. Medelhöjden är 232 meter över havet och ytan är 25,94 kvadratkilometer. Det finns inga avrinningsområden uppströms utan avrinningsområdet är högsta punkten. Hamborgsån som avvattnar avrinningsområdet har biflödesordning 4, vilket innebär att vattnet flödar genom totalt 4 vattendrag innan det når havet efter 234 kilometer. Avrinningsområdet består mestadels av skog (72 procent). Avrinningsområdet har 3,85 kvadratkilometer vattenytor vilket ger det en sjöprocent på 14,8 procent.